# Caulopsis gracilis
Caulopsis gracilis är en insektsart som beskrevs av Ludwig Redtenbacher 1891. Caulopsis gracilis ingår i släktet Caulopsis och familjen vårtbitare. Inga underarter finns listade i Catalogue of Life.